# Mokrotîn, Jovkva
Mokrotîn (în ucraineană Мокротин) este localitatea de reședință a comunei Mokrotîn din raionul Jovkva, regiunea Liov, Ucraina.

## Demografie
Componența lingvistică a localității Mokrotîn
     Ucraineană (99,14%)
     Alte limbi (0,74%)
Conform recensământului din 2001, majoritatea populației localității Mokrotîn era vorbitoare de ucraineană (99,14%), existând în minoritate și vorbitori de alte limbi.